# Yūto Satō
Yūto Satō (jap. 佐藤勇人 Satō Yūto; ur. 12 marca 1982) – japoński piłkarz, reprezentant kraju.

## Kariera klubowa
Od 2000 roku występował w klubach JEF United Chiba i Kyoto Sanga FC.

## Kariera reprezentacyjna
W reprezentacji Japonii zadebiutował w 2006.

## Statystyki
| Reprezentacja Japonii | Reprezentacja Japonii | Reprezentacja Japonii |
| Rok                   | Mecze                 | Gole                  |
| --------------------- | --------------------- | --------------------- |
| 2006                  | 1                     | 0                     |
| Razem                 | 1                     | 0                     |